# ラトルズ
ラトルズ（The Rutles）は、エリック・アイドルやニール・イネスらがテレビ映画『オール・ユー・ニード・イズ・キャッシュ』で演じたビートルズのパロディ・バンド。

## 来歴

### 『ラトランド・ウィークエンド・テレビジョン』
『ラトランド・ウィークエンド・テレビジョン』（RUTLAND WEEKEND TELEVISION）は、モンティ・パイソンのエリック・アイドル（出演・脚本）とボンゾ・ドッグ・ドゥー・ダー・バンドのニール・イネス（出演・音楽）により、1975年にイギリスの BBC で始まったコメディ・テレビ番組。この番組の中での有名音楽アーティストのパロディや替え歌などの企画が、後のテレビ映画『オール・ユー・ニード・イズ・キャッシュ』のアイデア元となっている。
1975年5月26日の放送にニール・イネス演じるジョン・レノンによく似たシンガーが登場。白いピアノを弾きながらビートルズの「ルーシー・イン・ザ・スカイ・ウィズ・ダイアモンズ」に似た曲を演奏する。この番組のサウンドトラック・アルバム『ラトランド・ウィークエンド・ソングブック』にこの曲が収録された際、この曲はロン・レノンの「ザ・チルドレン・オブ・ロックン・ロール」とクレジットされるが、後にラトルズの「グッド・タイムス・ロール」となる曲である。
1976年11月12日の放送に初めてラトルズが登場。エリック・アイドルやニール・イネスが演じるこのバンドが演奏する「I Must Be In Love」は、1960年代風の白黒映像でビートルズの映画やテレビ番組のワン・シーンのようなパロディ映像となっていた。
エリック・アイドルは、この番組を『ラトランド・ダーティ・ウィークエンド・ブック』として一冊にまとめた。この中にもラトルズが架空のシングル『Ticket To Rut』をリリースする広告が掲載されている。

### 『サタデー・ナイト・ライブ』
イギリスでのラトルズ初登場に先立つ1976年10月2日、エリック・アイドルは、アメリカNBCの人気コメディ・バラエティ番組『サタデー・ナイト・ライブ』にホスト役として出演し、ラトルズの「I Must Be In Love」を紹介。これがプロデューサーの目に留まり、『サタデー・ナイト・ライブ』の特別番組として「架空」のバンドであるラトルズの栄光の足跡をたどるテレビ映画『オール・ユー・ニード・イズ・キャッシュ』が制作されることになる。
1977年4月23日の放送では、エリック・アイドルが二度目のホスト役となり、ニール・イネスがゲスト出演。元ラトルズのロン・ナスティとして紹介され「チーズ・アンド・オニオン」を演奏した。この時の演奏はビートルズの海賊盤に収録されたことがあり、ジョン・レノンの未発表曲ではないかと噂されたこともあった。またニールは当時の最新アルバムからの曲として「シャングリラ」（後にラトルズでリメイク）も演奏した。

### 『オール・ユー・ニード・イズ・キャッシュ』
1978年3月22日に全米NBC系列で放送されたこのテレビ映画『オール・ユー・ニード・イズ・キャッシュ』（THE RUTLES in ALL YOU NEED IS CASH）の内容は、ロン・ナスティ（ニール・イネス：ジョン・レノン）、ダーク・マックィックリー（エリック・アイドル：ポール・マッカートニー）、スティッグ・オハラ（リッキー・ファター：ジョージ・ハリスン）、バリー・ウォム（ジョン・ハルシー：リンゴ・スター）の4人が出会い、世界一のロック・バンドに成長していくというビートルズに起こったできごとをモキュメンタリー（ドキュメンタリー・タッチのフィクション）の手法で制作している。
日本でも1978年11月3日（金）23時10分 - 0時35分に東京12チャンネルで吹き替え『オール・ユー・ニード・イズ・キャッシュ～金こそすべて（四人もアイドル）』が放送された。エリック・アイドルは「空飛ぶモンティ・パイソン」の広川太一郎が担当した。 
ローリング・ストーンズのミック・ジャガーやサイモン&ガーファンクルのポール・サイモンのラトルズについてのパロディ・インタビューやパンク少年役のロン・ウッド、そしてパロディの対象で当事者でもあるビートルズのジョージ・ハリスン本人もテレビ・レポーター役で登場する。他にもブルース・ブラザーズ（ジョン・ベルーシ/ダン・エイクロイド）など豪華なゲストが出演している。また、作品中ダーク・マックィクリーの歌声と楽曲のギター演奏を行っていたオリー・ハルソール自身も初期メンバーのレポ役で少しだけ横顔が映っている。
パロディとはいえ、脚本や映像はビートルズをよく研究しており、特にニール・イネスとエリック・アイドルの演技や仕草はそっくりである。また、静かなビートルと言われたジョージ・ハリスンを意識してか、スティッグ・オハラにいたっては、演奏シーンを除いて一言も声を発していない。レノンによるキリスト発言などのパロディシーンも存在する。
音楽的にもビートルズを彷彿とさせる楽曲がこの特別番組のために作られ、アルバムやシングルも発表された。これらの曲はニール・イネスの高い音楽性により単なるモノマネに止まらないすばらしい完成度を誇っており、その年のグラミー賞コメディ音楽部門にノミネートされた。

### 再結成
『オール・ユー・ニード・イズ・キャッシュ』以後、ラトルズとしての活動はなかったが、1990年に完全版CDがリリース。1991年アメリカのガレージバンドが集まりトリビュート・アルバムが制作された。日本のバンド、少年ナイフも1曲参加している。
1996年にはビートルズのアンソロジー・プロジェクトに呼応し、ラトルズも再結成されアルバム『アーキオロジー』を発表。シングル「シャングリ・ラ」のプロモーション・ビデオも作られた（エリック・アイドルは不参加）。
2002年『オール・ユー・ニード・イズ・キャッシュ』にエリック・アイドルのコメントとゲストのインタビューが加えられた "RUTLES 2" が制作された。
2008年3月17日ハリウッドで開催されたMods & Rockers Film Festivalでは、30周年を記念してラトルズを招待。インタビュー形式のトーク・ショーが行われたが、オリジナル・メンバーの4人が揃って公の場に出たのはこれが初めてであった。
ラトルズの楽曲は、現在でもイネスのソロ・ライブで演奏され、時おりメンバー不定のロン・ナスティ&ザ・ニュー・ラトルズとしてライブ活動も行なわれている。
2019年12月29日にイネスが心臓発作により死去。享年75。

## メンバー

### 架空のラインナップ
- ロン・ナスティー (Ron Nasty) - ボーカル、ギター、鍵盤楽器、ハーモニカ、ベース（1960年 - 1969年）
- ダーク・マクィックリー (Dirk McQuickly) - ボーカル、ベース、ギター、鍵盤楽器、ドラムス（1960年 - 1970年）
- スディッグ・オハラ（英語版） (Stig O'Hara) - ギター、ボーカル、シタール、鍵盤楽器、ベース（1960年 - 1970年）
- バリー・ウォム (Barry Wom) - ドラムス、パーカッション、ボーカル（1962年 - 1970年）

### 実際のラインナップ
- ニール・イネス（Neil Innes） - ボーカル、鍵盤楽器、ギター（1975年 - 1978年、1996年 - 1997年、2002年 - 2019年）
- オリー・ハルソール（Ollie Halsall） - ボーカル、ギター、鍵盤楽器（1975年 - 1978年）
- リッキー・ファター（英語版）（Ricky Fataar） - ギター、ベース、ボーカル、シタール、タブラ（1975年 - 1978年、1996年 - 1997年）
- ジョン・ハルシー（John Halsey） - ドラムス、パーカッション、ボーカル（1975年 - 1978年、1996年 - 1997年、2002年 - 2019年）
- アンディ・ブラウン - ベース（1978年）

## ディスコグラフィ

### アルバム
- 『ラトランド・ウィークエンド・ソングブック』 - The Rutland Weekend Songbook（1976年）※エリック・アイドル&ニール・イネス名義
- 『ラトルズがやって来た オール・ユー・ニード・イズ・キャッシュ (四人もアイドル)』 - The Rutles（1978年）
- 『アーキオロジー』 - Archaeology（1996年）※ラトルズ再結成時のアルバム。
- 『生搾りライヴ (Live + Raw)』 - Live + Raw（2014年）※ライブ・アルバム
- The Wheat Album（2018年）

## フィルモグラフィ

### ALL YOU NEED IS CASH（TV）1978年
日本版のVHS、LD、DVDはすべて字幕。『モンティー・パイソンのザ・ラットルズ』『ザ・ラットルズ～金こそすべて』『ラトルズ 4人もアイドル！』等の邦題が付けられている。それぞれに微妙にカットが異なる部分があり、収録時間の違いもあるが、ほぼ同じ内容と言っても良い。
- 東京12チャンネル放送時吹替キャスト
  - エリック・アイドル - 広川太一郎
  - マイケル・ペイリン - 青野武
  - ジョージ・ハリソン - 古川登志夫
  - ビアンカ・ジャガー - 小宮和枝
  - ジョン・ベルーシ - 緒方賢一
  - ダン・エイクロイド - 玄田哲章
  - ビル・マーレイ - 鈴置洋孝
  - ロン・ウッド - 石丸博也
  - テレンス・ベイラー - 藤城裕士
- インタビューに答えるミック・ジャガーなどは原語を流用し、字幕を表示していた。

### Shangri-La（PV）1996年
再結成アルバム『アーキオロジー』からのシングル・カット曲「シャングリ・ラ」のプロモーション・ビデオ。エリック・アイドルは参加していない。

### THE RUTLES 2: Can't Buy Me Lunch（DVD）2002年
アメリカ発売のDVD。ALL YOU NEED IS CASHに新たなエリック・アイドルによるコメントとゲストのインタビューを加えたもの。イギリスや日本は未発売。